# Turbăria de la Dersca
Turbăria de la Dersca (Lozna) este o arie protejată de interes național ce corespunde categoriei a IV-a IUCN (rezervație naturală de tip botanic), situată în nordul Moldovei, pe teritoriul județului Botoșani.

## Localizare
Aria naturală se află în partea extremitatea nord-vestică a județului Botoșani, pe teritoriul administrativ al comunei Lozna, în imediata apropiere de drumul județean (DJ291K) care leagă satul Călinești de DJ291B. 

## Descriere
Rezervația naturală declarată arie protejată prin Legea Nr. 5 din 6 martie 2000 publicată în Monitorul Oficial al României Nr. 152 din 12 aprilie 2000 (privind aprobarea Planului de amenajare a teritoriului național - Secțiunea a III-a - arii protejate) se întinde pe o suprafață de 10 de kilometri și se suprapune sitului Natura 2000 - Turbăria de la Dersca.

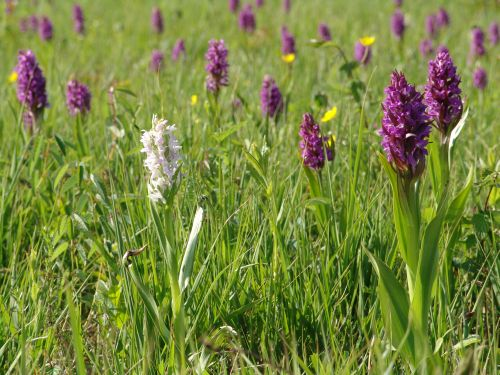
Orhidee (Dactylorhiza incarnata)

Aria naturală reprezintă o zonă de mlaștini turboase, turbării și pajiști ce adăpostește habitate naturale (Comunități de lizieră cu ierburi înalte higrofile de la nivelul câmpiilor până la cel montan și alpin; Lacuri eutrofe naturale cu vegetație tip Magnopotamion sau Hydrocharition și Turbării degradate capabile de regenerare naturală) și protejează o gamă diversă de plante specifice zonelor umede; printre care: ligularia (Ligularia sibirica), merișor (Vaccinum oxycoccus), arnică (Arnica montana), brădișor (cu specii de Lycopodium selago și Huperzia selago), orhidee (Dactylorhiza incarnata), bujori (Orchis laxiflora ssp. elegans), darie (Pedicularis sceptrum-carolinum)), omag (Aconitum toxicum), gălbinare (Serratula radiata), plauri cu stuf (Phragmites australis), salcie târâtoare (Salix rosmarinifolia) și răchită (speciile Salix repens și Salix pentandra).